# Koszykówka na Letnich Igrzyskach Olimpijskich 1904
Wyniki zawodów koszykówki podczas Igrzysk Olimpijskich w St. Louis.

## Medale
| Mężczyźni | Złote | Srebrne | Brązowe |
| Mężczyźni | Stany Zjednoczone · Buffalo German Y.M.C.A.Albert Manweiler · Alfred Heerdt · George Redlein · William Rhode · Edward Miller · Charles Monahan · | Stany Zjednoczone · Chicago Central Y.M.C.A.James Jardine · Axel Berggien · John Schominer · Melvin Idarius · Carl Watson · William Armstrong · W.A. Williams · Seth Collins | Stany Zjednoczone · Xavier A.C. (New York)James Donovan · Charles Cleveland · James Kenny · J.S. Smith · Julius Leitz · Frank Craven · E.J. Koche · W. Herschel |